# Arciero Bernini
Arciero Bernini (Correggio, 9 luglio 1876 – Genova, 29 gennaio 1955) è stato un fisico italiano.

## Biografia
Consegue la Laurea in Fisica a Bologna nel 1903 e l'abilitazione per titoli alla Libera Docenza nel 1912. È docente nell'Istituto Tecnico di Sassari per vincita di concorso "a grandi Sedi", poi nell'Istituto Tecnico di Pavia dal 1911 ed infine a Genova dal 1920 presso l'Istituto Tecnico Vittorio Emanuele II. 
Partecipa alla prima guerra mondiale con il grado di Maggiore d'artiglieria. Pur mantenendo il proprio ruolo nella scuola è incaricato di Fisica nell'Università di Genova (1922-1924) e in quella di Ferrara (1925-1926). 
Arciero Bernini ha 32 lavori pubblicati sul Nuovo Cimento e circa altrettanti lavori su riviste varie, in prevalenza militari. La produzione si estende dai lavori di Fisica sperimentale su proprietà termiche e magnetiche della materia ad articoli di carattere didattico (alcuni dei quali sul Nuovo Cimento) oltre a una dispensa di acustica applicata ed ai sopra accennati lavori di Fisica applicata alla telemetria e all'acustica in campo militare.

## Fonti
- Stato di Servizio dall'archivio dell'Istituto Tecnico "Vittorio Emanuele II" di Genova

| Controllo di autorità | VIAF (EN) 316876502 · SBN CAGV019896 · GND (DE) 117589101 |